# Киану Рийвс
Киану Чарлс Рийвс (на английски: Keanu Charles Reeves) е канадско-американски актьор, който е включен в „Топ 10 на най-любимите /и най-богатите/ звезди на Америка“ и през януари 2005 получава своята звезда на Холивудската алея на славата.

## Биография
Рийвс е роден на 2 септември 1964 в Бейрут, Ливан. Той е син на Патриша Бонд, която е дизайнер на костюми, и Самюел Ноуин Рийвс младши – геолог. Майката на Рийвс е англичанка, а баща му е американец с хавайски, китайски и английски произход. Патриша Бонд работи в Бейрут, когато среща бъдещия си съпруг. Бащата на Рийвс работи като неквалифициран работник, но бива пратен в Хавайския затвор заради продажба на хероин. Той изоставя своята съпруга и семейство, когато Киану е на 3 години и Рийвс изобщо не поддържа отношения с него. Рийвс е кръстен на своя чичо – Хенри Киану Рийвс. Киану е хавайска дума, която означава: „хладен лек вятър над планините“. Когато Рийвс пристига за първи път в Холивуд, неговият агент смятал, че първото му име е твърде екзотично, затова по време на ранната си кариера понякога той се подписвал като К. Ч. Рийвс.
Рийвс има една биологична сестра на име Ким, родена през 1966 година в Австралия, на която е била поставена диагноза левкемия в началото на 90-те години. Освен това, от страна на майка си, той има и полусестра на име Карина Милър, родена през 1976 в Торонто, а по линия на баща си друга полусестра, на име Емма Роуз Рийвс, родена през 1980 в Хавай.
Рийвс преживява неспокойно детство, като се мести на различни места по целия свят и живее с многобройни втори бащи. Неговите родители се развеждат през 1966. Майка му става дизайнер на костюми и се мести със семейството първо в Австралия и после в Ню Йорк. Там тя среща Пол Арън – режисьор в Бродуей и Холивуд, за когото се омъжва. Двойката се мести в Торонто, но се развежда през 1971. По-късно, през 1976, майката на Рийвс се омъжва за организатора на рок концерти Робърт Милър, но се развежда и с него през 1980. Четвъртият ѝ съпруг Джак Бонд е фризьор. Техният брак се разпада през 1994 година. Баби и дядовци, както и детегледачки отглеждат Рийвс и сестрите му.
Киану расте главно в Торонто, Канада. В продължение на пет години той посещава четири различни гимназии, включително и училище за изкуства, от което той по-късно е изключен. Полушеговито Рийвс казва, че е бил изгонен, „защото аз бях палав и тичах нагоре-надолу много. Просто бях малко по-буен и си отварях устата прекалено често. Общо взето не бях най-добре „смазаната“ машина в училище. Мисля, че просто им се пречках.“
Рийвс изпъквал повече в хокея, отколкото в науките, тъй като неговото образователно развитие било променено заради дислексия. Той е бил успешен вратар в една от гимназиите, които е посещавал. Неговият отбор му дава прякора Стената и го определя като най-ценният играч. Рийвс споделя, че мечтаел да стане олимпийски играч по хокей за Канада. След като напуска тази гимназия, той посещава частно училище, което му позволява да придобие образование, докато работи като актьор. По-късно той напуска и никога не получава своята гимназиална диплома.

## Кариера

### Детство и първи роли
Рийвс започва своята актьорска кариера, когато е на 9. Той се появява на сцената в представлението „Проклетите янки“. На 15 години играе роля в пиесата „Ромео и Жулиета“. Рийвс прави своя екранен дебют в сериал по телевизия Си Би Ес. През цялата си ранна кариера през 80-те, той се появява в реклами (включително и една за кока-кола), късометражни филми като драмата „Една крачка назад“ и сценична работа по култовия филм на Брад Фрейзър „Момчето вълк“ в Торонто. През 1984 г. той става кореспондент на младежката програма „Стани велик“ по Канадската телевизия.
Първата филмова роля на Рийвс е в хокейния филм на Роб Луи – „Млада кръв“, който е заснет в Канада. В него той играе вратар. Скоро след появата на филма, Рийвс заминава за Лос Анджелис в своето Волво от 1969. Неговият бивш втори баща Пол Аарън, театрален и телевизионен режисьор, убеждава Ервин Стоф да бъде мениджър и агент на Рийвс още преди той да е пристигнал в Лос Анджелис. Стоф остава негов мениджър и коопродуцира много от неговите филми.
След няколко второстепенни роли, Киану Рийвс получава по-значима роля във филма от 1986 – „Брегът на реката“. Последвалият филмов успех той прекарва като се появява във филми, насочени към младата аудитория, включително „Непрекъснат запис“ и неочаквано успешната комедия от 1989 – „Чудесното приключение на Бил и Тед“, която заедно със своето продължение „Измисленото пътуване на Бил и Тед“ определя Рийвс като сладък по природа тийнейджър. Повечето от следващите му описания в пресата и много от мненията за неговата игра са повлияни от изпълнението му на виреещия в облаците Тед. Рийвс споделя, че е имал кошмари, които са включени във филма. Други запомнящи се изяви на актьора са ролята му в „Принцът на Пенсилвания“ от 1988 и „Опасни връзки“, където той си партнира с Глен Клоуз, Джон Малкович и Мишел Пфайфър.
В първите години на 90-те Рийвс започва да излиза от своя тийнейджърски филмов период. Той се появява във високобюджетни екшъни като „Критична точка“, за което печели наградата на MTV за „най-желан мъж“ през 1992. Рийвс също е включен в различни нискобюджетни независими филми, включително добре приетия филм от 1991: „Моят личен Айдахо“ заедно с негов близък приятел.

### Големият пробив
През 1994 г. кариерата на Рийвс достига нова висота в резултат от участието му в екшъна „Скорост“. Неговата роля във филма е спорна (освен в „Критична точка“), защото дотогава той взима участие главно в комедии и драми. Той не е бил единственият популярен актьор във филм. Летният екшън има сравнително голям бюджет и е ръководен от кинематографът, станал режисьор Ян де Бонт. Неочакваният международен успех на филма превръща Рийвс и неговата екранна партньорка Сандра Бълок в звезди от голяма величина.
Изборът на Рийвс след „Скорост“ е еклетичен: въпреки успехите си, той никога не спира да приема поддържащи роли и винаги иска да подкрепи експериментални кампании. Той има успех с главната роля в романтичния филм „Разходка сред облаците“. Киану учудва всички като отказва да вземе участие в продължението на „Скорост“ и избира да играе главна роля в театрална постановка на „Хамлет“. Той получава учудващо добри оценки за своята интерпретация на един от най-известните герои на Шекспир. Роджър Луис, критик на „Съндей Таймс“, пише, че: „Той почти превъплъти невинността, невероятната ярост, животинската грация по разломите и пределите, емоционалната несдържаност, която формира образа на принца на Дания... Той е един от тримата най-добри Хамлети, които съм виждал, поради простата причина: той „е“ Хамлет.“
Другите избори на Рийвс след „Разходка в облаците“ търпят критика. Високобюджетни филми, като „Джони Мнемоник“ и „Верижна реакция“, са критикувани остро и пропадат в бокс офис класациите, докато филми като „Да почувстваш Минесота“ също не носят успех.
Рийвс започва да се изкачва отново в кариерата си след участието си в хорър драмата „Адвокат на дявола“ заедно с Ал Пачино и Чарлийз Терон. Филмът достига добри позиции в бокс офиса, получава положителни оценки и доказва това, че Рийвс може да играе възрастен човек с кариера, въпреки че много критици смятат, че неговото слабо представяне понижава високото ниво на иначе хубавия филм.
Научнофантастичният хит от 1999 – „Матрицата“ затвърждава мястото на Рийвс като международна суперзвезда. Между първата „Матрица“ и нейните продължения Рийвс получава позитивни отзиви за изпълнението си на злоупотребяващия съпруг в „Дарбата“. Освен в „Дарбата“, Рийвс се появява в няколко филма, които търпят критика и не се изкачват в бокс офиса. Такива са „Под наблюдение“, „Месец любов“ („Месец любов“ е романтичен филм драма от 2001 година с участието на Киану Рийвс в ролята на Нелсън Мос и Чарлийз Терон в ролята на Сара Дийвър. Сценарист е Курт Воелкер, режисьор – Пат О’Конър, оператор – Едуард Лахман и композитор – Кристофър Йънг. Това е една от най-неудържимо романтичните истории за живота...), „Аматьорите“. Въпреки това, двете продължения на „Матрицата“ – „Матрицата – презареждане“ и „Матрицата – революции“, филмът „Невъзможно твой“ и хорър екшъна от 2005 – „Константин“ се доказват като успешни в класациите и връщат Рийвс в светлината на прожекторите. Неговият филм от 2006 – „Camera obscūra“ (Камера обскура), базирана на научнофантастичния роман на Филп К. Дик, получава благосклонни оценки, но „Къщата на езерото“, неговият романтичен филм със Сандра Бълок, не достига очаквания успех.
През 2008 Рийвс взима участие във филмите „Улични крале“ и „Денят, в който Земята спря“.
През януари 2009 беше обявено, че Рийвс ще участва в екшън адаптацията на аниме серийния филм „Каубойски джаз“, който ще излезе през 2011 година. Други проекти, за които се говори, че Рийвс ще участва са самурайския филм „47 Ронин“, „Главен готвач“ – история на Рийвс, писана от Стивън Найт и „Пътници“, където той също ще е и продуцент.

## Личен живот
Рийвс никога не е бил женен. През декември 1999, приятелката му Дженифър Сюм ражда мъртвородена дъщеря, която е била кръстена Ава Арчър Сюм-Рийвс. През април 2001 г. Сюм загива при автомобилна катастрофа. Тя е погребана до дъщеря им в Лос Анджелис, Калифорния.
Около 2018 Кеану Рийвс започва да живее с визуалната артистка Александра Грант.
За близо цяло десетилетие, през което Рийвс се издига в ранг на звезда, той предпочита да живее в домове под наем и е дългогодишен обитател на „Шато Мармонт“. Рийвс купува първата си къща в покрайнините на Холивуд до Лос Анджелис през 2003 г. и също притежава апартамент на Сентръл Парк в Ню Йорк.
Въпреки че е роден в Ливан, Рийвс не е ливански гражданин, защото родителите му не са ливанци. Освен това той е натурализиран канадски гражданин, който също има американско и британско гражданство.

## Филмография
| година | филм                                 | оригинално заглавие                    | роля                        | бележки                                     |
| ------ | ------------------------------------ | -------------------------------------- | --------------------------- | ------------------------------------------- |
| 1984   |                                      | Hangin' In                             |                             | телевизионен сериал, 1 епизод               |
| 1985   |                                      | Letting Go                             |                             | телевизионен филм                           |
| 1985   |                                      | Night Heat                             |                             | телевизионен сериал, 2 епизода              |
| 1985   |                                      | Comedy Factory                         |                             | телевизионен сериал, 1 епизод               |
| 1985   | Една крачка назад                    | One Step Away                          | Рон Петри                   |                                             |
| 1986   | Млада кръв                           | Youngblood                             | Хийвър                      |                                             |
| 1986   | Летене                               | Flying                                 | Томи Уерник                 |                                             |
| 1986   | Отново млади                         | Young Again                            | Майк Райли (на 17 години)   |                                             |
| 1986   | Под влияние                          | Under the Influence                    | Еди Талбът                  | телевизионен филм                           |
| 1986   |                                      | Walt Disney's Wonderful World of Color | Майкъл Райли                | телевизионен сериал, 1 епизод               |
| 1986   | Отмъщение                            | Act of Vengeance                       | Бъди Мартин                 | телевизионен филм                           |
| 1986   | Брегът на реката                     | River's Edge                           | Мат                         |                                             |
| 1986   | Братство на справедливостта          | Brotherhood of Justice                 | Дерек                       | телевизионен филм                           |
| 1986   | Бебета в страната на играчките       | Babes in Toyland                       | Джак                        | телевизионен филм                           |
| 1987   |                                      | Trying Times                           | Джоуи                       | телевизионен сериал, 1 епизод               |
| 1988   | Непрекъснат запис                    | Permanent Record                       | Крис Таунзенд               |                                             |
| 1988   | Принцът на Пенсилвания               | The Prince of Pennsylvania             | Рупърт Маршета              |                                             |
| 1988   | Миналата нощ                         | The Night Before                       | Уинстън Конъли              |                                             |
| 1988   | Опасни връзки                        | Dangerous Liaisons                     | Дансени                     |                                             |
| 1989   |                                      | American Playhouse                     | Кип                         | телевизионен сериал, 1 епизод               |
| 1989   |                                      | The Tracey Ullman Show                 | Джеси Уокър                 | телевизионен сериал, 1 епизод               |
| 1989   | Чудесното приключение на Бил и Тед   | Bill & Ted's Excellent Adventure       | Тед Логан (глас)            | анимационен телевизионен сериал, 13 епизода |
| 1989   | Родители                             | Parenthood                             | Тод Хигинс                  |                                             |
| 1990   | Обичам те до смърт                   | I Love You to Death                    | Марлон Джеймс               |                                             |
| 1990   |                                      | Tune in Tomorrow                       | Мартин Лоудър               |                                             |
| 1991   | Критична точка                       | Point Break                            | специален агент Джон Юта    |                                             |
| 1991   | Измисленото пътуване на Бил и Тед    | Bill & Ted's Bogus Journey             | Тед Логан                   |                                             |
| 1991   | Моят личен Айдахо                    | My Own Private Idaho                   | Скот Фейвър                 |                                             |
| 1991   | Провидънс                            | Providence                             | Ерик                        |                                             |
| 1992   | Дракула                              | Bram Stoker's Dracula                  | Джонатан Харкър             |                                             |
| 1993   | Много шум за нищо                    | Much Ado About Nothing                 | Дон Хуан                    |                                             |
| 1993   | Малкият Буда                         | Little Buddha                          | Сидхарта Гаутама            |                                             |
| 1993   | Поетично правосъдие                  | Poetic Justice                         | бездомник                   |                                             |
| 1993   | Необикновен                          | Freaked                                | Ортиз                       |                                             |
| 1993   | Дори каубойките плачат               | Even Cowgirls Get the Blues            | Джулиан Гичи                |                                             |
| 1994   | Скорост                              | Speed                                  | полицай Джак Травен         |                                             |
| 1995   | Джони Мнемоник                       | Johnny Mnemonic                        | Джони                       |                                             |
| 1995   | Разходка в облаците                  | A Walk in the Clouds                   | сержант Пол Сътън           |                                             |
| 1996   | Верижна реакция                      | Chain Reaction                         | Еди Касаливич               |                                             |
| 1996   | Да почувстваш Минесота               | Feeling Minnesota                      | Джакс Клейтън               |                                             |
| 1997   | Последният път, когато се самоубих   | The Last Time I Committed Suicide      | Хари                        |                                             |
| 1997   | Адвокат на Дявола                    | The Devil's Advocate                   | Кевин Ломакс                |                                             |
| 1999   | Матрицата                            | The Matrix                             | Томас Андерсън / Нео        |                                             |
| 1999   | Аз и Уил                             | Me and Will                            | себе си                     |                                             |
| 2000   | Аматьорите                           | The Replacements                       | Шейн Фалко                  |                                             |
| 2000   | Под наблюдение                       | The Watcher                            | Дейвид Алън Грифин          |                                             |
| 2000   | Дарбата                              | The Gift                               | Дони Барксдейл              |                                             |
| 2001   | Месец любов                          | Sweet November                         | Нелсън Мос                  |                                             |
| 2001   | Твърда игра                          | Hard Ball                              | Конър О'Нийл                |                                             |
| 2003   | Матрицата: Презареждане              | The Matrix Reloaded                    | Томас Андерсън / Нео        |                                             |
| 2003   | Аниматрицата                         | The Animatrix                          | Томас Андерсън / Нео (глас) |                                             |
| 2003   | Матрицата: Революции                 | The Matrix Revolutions                 | Томас Андерсън / Нео        |                                             |
| 2003   | Невъзможно твой                      | Something's Gotta Give                 | доктор Джулиан Мърсър       |                                             |
| 2005   | Константин                           | Constantine                            | Джон Константин             |                                             |
| 2005   |                                      | Thumbsucker                            | Пери Лайман                 |                                             |
| 2005   | Ели Паркър                           | Ellie Parker                           | себе си                     |                                             |
| 2006   | Къщата на езерото                    | The Lake House                         | Алекс Уайлър                |                                             |
| 2006   | Камера потъмняла                     | A Scanner Darkly                       | Боб Арктър                  |                                             |
| 2006   |                                      | The Great Warming                      | (разказвач)                 |                                             |
| 2008   | Улични крале                         | Street Kings                           | детектив Том Лъдуоу         |                                             |
| 2008   | Денят, в който Земята спря           | The Day the Earth Stood Still          | Клаату                      |                                             |
| 2009   | Личният живот на Пипа Лий            | The Private Lives of Pippa Lee         | Крис Надоу                  |                                             |
| 2009   |                                      | Easy to Assemble                       |                             | телевизионен сериал, 1 епизод               |
| 2010   |                                      | Passengers                             | Джим Престън                |                                             |
| 2010   | Cartagena                            |                                        |                             |                                             |
| 2010   | Престъплението на Хенри              | Henry's Crime                          | Хенри                       |                                             |
| 2012   |                                      | Generation Um...                       | Джон                        |                                             |
| 2013   |                                      | Man of Tai Chi                         | Донака Марк                 |                                             |
| 2013   | 47 ронини                            | 47 Ronin                               | Кай                         |                                             |
| 2014   | Джон Уик                             | John Wick                              | Джон Уик                    |                                             |
| 2015   |                                      | Knock Knock                            | Евън Уебър                  |                                             |
| 2016   |                                      | Exposed                                | детектив Галбан             |                                             |
| 2016   | Киану                                | Keanu                                  | Киану (глас)                |                                             |
| 2016   |                                      | The Whole Truth                        | Ричард Рамзи                |                                             |
| 2016   | Неоновият демон                      | The Neon Demon                         | Ханк                        |                                             |
| 2016   | The Bad Batch                        |                                        |                             |                                             |
| 2017   |                                      | To the Bone                            | д-р Уилям Бекъм             |                                             |
| 2017   | Джон Уик 2                           | John Wick: Chapter 2                   | Джон Уик                    |                                             |
| 2019   | Джон Уик 3                           | John Wick: Chapter 3 - Parabellum      | Джон Уик                    |                                             |
| 2019   | Посока Женитба /Destination Wedding/ |                                        | Франк                       | филм                                        |
| 2023   | Джон Уик 4                           | John Wick: Chapter 4                   | Джон Уик                    | Чад Стахелски                               |
| 2025   | Балерина                             | Ballerina                              | Джон Уик                    | Лен Уайзмън                                 |